# St. Augustine (Illinois)
Altona – wieś w Stanach Zjednoczonych, w stanie Illinois, w hrabstwie Knox.